# 석세스TV
성공TV는 한국일보에 소속 되어 있던 TV 채널이었다. 이 TV 채널의 전신은 2002년 개국한 휴먼TV이며, 2008년 한국일보가 서울경제TV에 집중하겠다고 선언한 뒤 석세스TV를 서울신문이 인수하여 서울신문STV로 재개국하였다(현재 채널명은 하이라이트TV).